# Liste der Prätorianerpräfekten
Diese Liste enthält die namentlich bekannten römischen Prätorianerpräfekten (lateinisch praefectus praetorio) von der Einrichtung der Prätorianergarde durch Kaiser Augustus im Jahr 2 v. Chr. bis zu ihrer Auflösung 312 n. Chr. sowie Hinweise zu den jeweiligen Amtszeiten. Es amtierten ursprünglich zwei Prätorianerpräfekten gleichzeitig, später schwankte die Zahl zwischen einem einzigen Amtsträger einerseits und drei oder mehr Kollegen andererseits.
Nicht aufgeführt sind die Prätorianerpräfekten nach dem Jahr 312 n. Chr., die zur ersten Verwaltungsebene unterhalb des Kaisers zählten, aber keine militärischen Aufgaben mehr hatten:
- Praefectus praetorio per Orientem (für Thrakien, Kleinasien, Syrien, Ägypten) in Konstantinopel,
- Praefectus praetorio Italiae et Africae in Mailand bzw. Ravenna, davon bald abgetrennt der Praefectus praetorio Illyrici in Sirmium oder Thessaloniki soweit seit Justinian I. der Praefectus praetorio Africae in Karthago
- Praefectus praetorio Galliarum (für Britannien, Gallien und Hispanien) mit Sitz in Augusta Treverorum (Trier), später in Arelate (Arles).

## Die bekannten Präfekten bis 312
In der folgenden Aufstellung beziehen sich Angaben zur Unsicherheit einer Datierung immer nur auf eine Jahreszahl. Die Angabe „etwa 213–217“ bedeutet also beispielsweise, dass das Jahr 213 für den Amtsantritt unsicher ist, das Jahr 217 für das Amtsende dagegen gesichert. Der Vermerk „unsicher“ oder „vermutlich fiktiv“ vor dem Namen bedeutet dagegen, dass eine Tätigkeit als Prätorianerpräfekt oder sogar die Existenz der Person wissenschaftlich nicht erwiesen ist. Sofern nicht anders vermerkt, beziehen sich die angegebenen Jahreszahlen auf die Zeit nach Christi Geburt. Genauere Erläuterungen finden sich unter Umständen in den Artikeln zu den aufgeführten Personen.
| Präfekt                                                           | Amtszeit                                     | Kommentar                                                                                           | Kaiser            |
| ----------------------------------------------------------------- | -------------------------------------------- | --------------------------------------------------------------------------------------------------- | ----------------- |
| Quintus Ostorius Scapula                                          | 2 v. Chr.–4                                  | | Augustus          |
| Publius Salvius Aper                                              | 2 v. Chr.–10                                 | | Augustus          |
| Publius Va(le)rius Ligus/Ligur                                    |                                              | späte Regierungszeit des Augustus                                                                   |                   |
| Lucius Seius Strabo                                               | 14–16                                        | | Tiberius          |
| Lucius Aelius Seianus                                             | 14–31                                        | | Tiberius          |
| Quintus Naevius Sutorius Macro                                    | 31–38                                        | | Tiberius          |
| Marcus Arrecinus Clemens                                          | 38–41                                        | | Caligula          |
| Lucius Arruntius Stella                                           | um 41                                        | unsicher                                                                                            | Caligula          |
| Rufrius Pollio                                                    | 41 (?)–44 (?)                                | | Claudius          |
| Cantonius Iustus                                                  | 41–43                                        | | Claudius          |
| Rufrius Crispinus                                                 | 44 (?)–51                                    | | Claudius          |
| Lucius Lusius Geta                                                | 44 (?)–51                                    | | Claudius          |
| Narcissus                                                         |                                              | unsicher                                                                                            | Claudius          |
| Sextus Afranius Burrus                                            | 51–62                                        | | Nero              |
| Lucius Faenius Rufus                                              | 62–65                                        | | Nero              |
| Ofonius Tigellinus                                                | 62–68                                        | | Nero              |
| Gaius Nymphidius Sabinus                                          | 65–68                                        | | Nero              |
| Cornelius Laco                                                    | 69                                           | |                   |
| Plotius Firmus                                                    | 69                                           | |                   |
| Licinius Proculus                                                 | 69                                           | |                   |
| Publilius Sabinus                                                 | 69                                           | |                   |
| Iulius Priscus                                                    | 69                                           | |                   |
| Publius Alfenus Varus                                             | 69                                           | |                   |
| Arrius Varus                                                      | 69–70                                        | | Vespasian         |
| Tiberius Iulius Alexander                                         | 70                                           | unsicher                                                                                            | Vespasian         |
| Marcus Arrecinus Clemens                                          | 70–71                                        | |                   |
| Titus Flavius Vespasianus                                         | 71–79                                        | |                   |
| Cornelius Fuscus                                                  | 81 (?)–87                                    | |                   |
| Lucius Laberius Maximus                                           | ca. 84–?                                     | |                   |
| Casperius Aelianus                                                | 87 (?)–94 (?)                                | |                   |
| Titus Flavius Norbanus                                            | 94–96                                        | |                   |
| Titus Petronius Secundus                                          | 94–97                                        | |                   |
| Casperius Aelianus                                                | 96–98                                        | erneut                                                                                              |                   |
| Sextus Attius Suburanus Aemilianus                                | 98–100                                       | |                   |
| Tiberius Iulius Aquilinus Castricius Saturninus Claudius Livianus | 101–117                                      | |                   |
| Publius Acilius Attianus                                          | ca. 112–ca. 119                              | |                   |
| Servius Sulpicius Similis                                         | ca. 112–118                                  | |                   |
| Quintus Marcius Turbo Fronto Publicius Severus                    | 120–137                                      | |                   |
| Gaius Septicius Clarus                                            | zwischen 120 und 123                         | |                   |
| Marcus Petronius Mamertinus                                       | 138–143 (?)                                  | |                   |
| Marcus Gavius Maximus                                             | 138–158                                      | |                   |
| Gaius Tattius Maximus                                             | 158–160                                      | |                   |
| Sextus Cornelius Repentinus                                       | 160–166/167                                  | |                   |
| Titus Furius Victorinus                                           | 160–168                                      | |                   |
| Titus Flavius Constans                                            |                                              | | Mark Aurel        |
| Marcus Macrinius Vindex                                           | 168/170–171/172                              | |                   |
| Marcus Bassaeus Rufus                                             | spätestens 168–spätestens 180                | |                   |
| Publius Taruttienus Paternus                                      | (179–etwa 182                                | |                   |
| Sextus Tigidius Perennis                                          | etwa 179–185                                 | |                   |
| Niger                                                             | 185                                          | | Commodus          |
| Marcius Quartus                                                   | 185                                          | |                   |
| Titus Longaeus Rufus                                              | 185–etwa 187                                 | |                   |
| Publius Atilius Aebutianus                                        | vor 187–etwa 188                             | |                   |
| Marcus Aurelius Cleander                                          | 187/188–189                                  | unsicher, wohl nur de facto                                                                         |                   |
| Regillus                                                          | wohl 189–190                                 | |                   |
| Lucius Iulius Vehilius Gratus Iulianus                            | wohl 189–190                                 | |                   |
| Motilenus                                                         | etwa 190                                     | |                   |
| Quintus Aemilius Laetus                                           | 190/192–193                                  | |                   |
| Titus Flavius Genialis                                            | 193                                          | |                   |
| Tullius Crispinus                                                 | 193                                          | |                   |
| Decimus Veturius Macrinus                                         | 193                                          | |                   |
| Flavius Iuvenalis                                                 | 193–vor 200                                  | |                   |
| Gaius Fulvius Plautianus                                          | vermutlich 196/197–205                       | |                   |
| Quintus Aemilius Saturninus                                       | etwa 200                                     | |                   |
| Marcus Aurelius Iulianus                                          | 200/202–spätestens 205                       | |                   |
| Marcus Flavius Drusianus                                          | wohl um 204                                  | unsicher                                                                                            |                   |
| Aemilius Papinianus                                               | 205–211                                      | |                   |
| Quintus Maecius Laetus                                            | 205–zwischen 212 u. 215                      | |                   |
| Valerius Patruinus                                                | 211–212                                      | |                   |
| Marcus Opellius Macrinus                                          | vermutlich 212–217                           | |                   |
| Marcus Oclatinius Adventus                                        | etwa 213–217                                 | |                   |
| Gnaeus Marcius Rustius Rufinus                                    | zwischen 210/212 und 217                     | unsicher                                                                                            |                   |
| Ulpius Iulianus                                                   | 217–218                                      | |                   |
| Iulianus Nestor                                                   | 218                                          | |                   |
| Iulius Basilianus                                                 | 218                                          | |                   |
| Publius Valerius Comazon                                          | 218–219                                      | |                   |
| Iulius Flavianus                                                  | wohl 218–221/222                             | |                   |
| [...]atus, vermutlich Titus Messius Extricatus                    | 218/219–222                                  | |                   |
| Flavius Antiochianus                                              | 219/221–222                                  | |                   |
| Flavianus                                                         | 222                                          | |                   |
| Geminius Chrestus                                                 | 222)                                         | |                   |
| Domitius Ulpianus\|222–vermutlich 223                             |                                              | |                   |
| (Lucius?) Domitius Honoratus                                      | 223–möglicherweise 226                       | |                   |
| Marcus Aedinius Iulianus                                          | zwischen 223 und 238 möglicherweise noch 239 | |                   |
| Marcus Attius Cornelianus                                         | wohl vor 230–vielleicht 235                  | |                   |
| Iulius Paulus                                                     |                                              | unsicher                                                                                            | Severus Alexander |
| Vitalianus                                                        | zwischen 235 und 238                         | | Maximinus Thrax   |
| Anullinus (Anolinus?)                                             | ?–238                                        | Name nicht sicher überliefert                                                                       | Maximinus Thrax   |
| Felicio                                                           | 238–241                                      | vermutlich fiktiv                                                                                   | Gordian I.        |
| Pinarius Valens                                                   | 238                                          | vermutlich fiktiv                                                                                   | Pupienus          |
| Iulianus                                                          | 239                                          | möglicherweise identisch mit dem zwischen 223 und 238 bezeugten Amtsträger Marcus Aedinius Iulianus |                   |
| Domitius                                                          | belegt 240, vielleicht 238–242               | | Gordian III.      |

- Gaius Furius Sabinius Aquila Timesitheus (241–243)
- Gaius Iulius Priscus (242/243–zwischen 246 und 249)
- Marcus Iulius Philippus (243–244)
- vermutlich fiktiv: Maecius Gordianus (244)
- unsicher: Quintus Herennius Potens (wohl zwischen 249 und 251)
- unsicher: Aelius Firmus (Name nicht sicher überliefert; wohl zwischen 249 und 256)[3]
- zwei namentlich nicht bekannte Prätorianerpräfekten des Trebonianus Gallus[4]
- vermutlich fiktiv: Ablavius Murena (zwischen 253 und 260)
- vermutlich fiktiv: Mulvius Gallicanus (zwischen 253 und 260)
- vermutlich fiktiv: Ragonius Clarus (zwischen 253 und 260)
- Successianus (wohl 254/255–260)
- vermutlich fiktiv: Baebius Macer (258)
- Ballista (vor 260–261)
- unsicher: Silvanus oder Albanus (Name nicht eindeutig überliefert; ?–260)[5]
- Lucius Petronius Taurus Volusianus (vor 260–wohl 260)
- Aurelius Heraclianus (vor 267–nach 268)
- Iulius Placidianus (270/271–wohl 272)
- vermutlich fiktiv: Moesius Gallicanus (275)
- Marcus Annius Florianus (wohl 275–276)
- vermutlich fiktiv: Capito (276)
- vermutlich fiktiv: Verconnius Herennianus (zwischen 276 und 282)
- Marcus Aurelius Carus (?–282)
- Sabinus Iulianus, möglicherweise identisch mit Marcus Aurelius Iulianus (282/283–283/284)
- Titus Claudius Aurelius Aristobulus (282/283–284 oder später)
- (Lucius Flavius ?) Aper (282/283–284)
- vermutlich fiktiv: Matronianus (zwischen 283 und 285)
- Afranius Hannibalianus (wohl 284–zwischen 291 und 297)
- unsicher: Flavius Valerius Constantius (zwischen 284 und 293)[6]
- Iulius Asclepiodotus (zwischen 284 und 291–nach 296)
- Aurelius(?) Hermogenianus (zwischen 295 und 305)
- unsicher: Verconnius Herennianus (unter Diokletian)
- Publius Cornelius Anullinus (wohl 306/307)
- Manilius Rusticianus (unter Maxentius)
- Gaius Ceionius Rufius Volusianus (unter Maxentius)
- Ruricius Pompeianus (?–312)
- Ulpius Silvanus (Datierung unklar, vermutlich im 3. Jahrhundert)
- vermutlich fiktiv: Censorinus (nicht weiter datiert, mittleres 3. Jahrhundert)